# Parobé (kommun)
Parobé är en kommun i Brasilien.   Den ligger i delstaten Rio Grande do Sul, i den södra delen av landet, 1 600 km söder om huvudstaden Brasília. Antalet invånare är 51 481.
Följande samhällen finns i Parobé:
- Parobé

I omgivningarna runt Parobé växer huvudsakligen savannskog. Runt Parobé är det ganska glesbefolkat, med 47 invånare per kvadratkilometer.